# Montzéville
Montzéville település Franciaországban, Meuse megyében. Lakosainak száma 154 fő (2022. január 1.). Montzéville Aubréville, Avocourt, Béthelainville, Chattancourt, Esnes-en-Argonne, Fromeréville-les-Vallons, Marre és Récicourt községekkel határos.

## Népesség
A település népességének változása:
| Lakosok száma | 165  | 160  | 146  | 170  | 158  | 156  | 155  | 155  | 155  | 154  |
|               | 1968 | 1982 | 1990 | 2006 | 2013 | 2015 | 2017 | 2019 | 2020 | 2022 |